# Aidy Bryant
Aiden Mackenzy "Aidy" Bryant (Phoenix, 7 de mayo de 1987) es una actriz y comediante estadounidense, reconocida por su participación recurrente en el elenco del programa de televisión Saturday Night Live, iniciando en la temporada 38 del mismo. Fue promovida al elenco principal durante su segunda temporada en el programa. En 2013 obtuvo un papel recurrente en la segunda temporada del programa Comedy Bang Bang, en la que interpreta a la productora del segmento del show. Bryant también realizó una aparición no acreditada en la película The Amazing Spider-Man 2: Rise of Electro. En 2017 aportó la voz de la oveja Ruth en la película infantil navideña The Star. Actualmente protagoniza la comedia Shrill que se estrenó el 15 de marzo en Hulu.
El final de la temporada 47 de Saturday Night Live fue el último programa de Bryant, Pete Davidson, Kate McKinnon y Kyle Mooney como integrantes de elenco.